# Darevskia alpina
Darevskia alpina är en ödleart som beskrevs av Ilya Sergeevich Darevsky 1967. Darevskia alpina ingår i släktet Darevskia och familjen lacertider. Inga underarter finns listade i Catalogue of Life.
Arten förekommer i nordvästra Kaukasus i Ryssland och Georgien. Honor lägger 2 till 6 ägg per tillfälle.Den lever i områden mellan 1650 och 2800 meter över havet. Exemplaren vistas i klippiga regioner med gräs och annan låg växtlighet.
Beståndet hotas av landskapsförändringar och av ökande varmt väder. IUCN kategoriserar arten globalt som sårbar.